# Cidadela de Alepo
Vista da cidadela de Alepo
A Cidadela de Alepo (em árabe: قلعة حلب) é um grande palácio medieval fortificado localizado em Alepo, no norte da Síria.
É um dos maiores e mais antigos castelos do mundo, e há referências da colina de onde a cidadela se situa que datam de há pelo menos 3 000 anos antes de Cristo.
Faz parte da Cidade Antiga de Alepo, classificada como Património Mundial da Humanidade em 1986.